# Textulariida
Ordre
Les Textulariida sont un ordre de foraminifères, de classe des Globothalamea.

## Liste des familles
Selon World Register of Marine Species (12 avril 2016) :
- sous-ordre des Textulariina Delage & Hérouard, 1896
  - super-famille des Chrysalidinoidea Neagu, 1968
    - famille des Chrysalidinidae Neagu, 1968 †
    - famille des Paravalvulinidae Banner, Simmons & Whittaker, 1991 †

  - super-famille des Eggerelloidea Cushman, 1937
    - famille des Eggerellidae Cushman, 1937
    - famille des Pseudogaudryinidae Loeblich & Tappan, 1985
    - famille des Valvulamminidae Loeblich & Tappan, 1986
    - famille des Valvulinidae Berthelin, 1880

  - super-famille des Textularioidea Ehrenberg, 1838
    - famille des Kaminskiidae Neagu, 1999 †
    - famille des Olgiidae Mikhalevich, 2011
    - famille des Textulariidae Ehrenberg, 1838
    - famille des Thomasinellidae Loeblich & Tappan, 1984 †

  - super-famille des Archaediscoidea Cushman, 1928 †
    - famille des Archaediscidae Cushman, 1928 †
    - famille des Lasiodiscidae Reytlinger, 1956 †

  - super-famille des Moravamminoidea Pokorny, 1951 †
    - famille des Caligellidae Reytlinger, 1959 †
    - famille des Moravamminidae Pokorny, 1951 †
    - famille des Paratikhinellidae Loeblich & Tappan, 1984 †

  - super-famille des Nodosinelloidea Rhumbler, 1895 †
    - famille des Earlandinitidae Loeblich & Tappan, 1984 †
    - famille des Nodosinellidae Rhumbler, 1895 †

  - super-famille des Palaeotextularioidea Galloway, 1933 †
    - famille des Biseriamminidae Chernysheva, 1941 †
    - famille des Palaeotextulariidae Galloway, 1933 †
    - famille des Semitextulariidae Pokorny, 1956 †
- Textulariida incertae sedis